# Jacques-Bernard Dupont
Pour les articles homonymes, voir Dupont.
Jacques-Bernard Dupont est un haut fonctionnaire français né en 1922 à Castelnau-Magnoac (Hautes-Pyrénées), et décédé en 1998 à Pau. Il s'est distingué comme premier directeur général de l’Office de radiodiffusion-télévision française juste après la création de cette dernière en 1964. Il a contribué au cours de la première décennie de la Cinquième République à faire évoluer la télévision française par l'addition d'une deuxième chaîne et l'arrivée de la couleur en 1967. 

## Biographie

### Formation et premières missions administratives à l'étranger
Fils d'un hôtelier de Castelnau-Magnoac, Jacques-Bernard Dupont poursuit des études classiques  (licence de lettres, licence de droit, diplôme d’études supérieures de droit public et d’économie politique). De 1946 à 1951, il est investi de plusieurs missions auprès du Haut Commissariat de la République française en Allemagne : successivement lecteur de français à la faculté de droit de Tübingen, chargé de mission temporaire dans le Land Wurtemberg-Hohenzollern et attaché d’administration de 1re classe. 
En 1952, il réussit le concours d'entrée à l'École nationale d'administration dont il sort diplômé dans la promotion Félix-Éboué (1952-1954),. 
À partir d'octobre 1954, il embrasse une longue carrière à l'Inspection des Finances dont il gravit les échelons jusqu'au titre d'Inspecteur des finances de 1re classe, ce jusqu'à la date de son décès en 1998. Parmi les nombreuses missions qui lui sont confiées, il est : Rapporteur de la Commission de la productivité artisanale (1956); Rapporteur particulier de la Commission de vérification des comptes des entreprises publiques (1956-1964); Chargé de mission à l’Inspection (29 octobre 1956 au 30 octobre 1957); chargé de mission auprès de l’attaché financier de Sarrebrück (1957-1958), conseiller technique au cabinet du ministre des Affaires étrangères Maurice Couve de Murville (2 juin 1958 au 1er septembre 1961) ; adjoint au chef de service de l’Inspection (1er janvier au 6 octobre 1961) ; et enfin ambassadeur extraordinaire et plénipotentiaire en République du Dahomey (1961 à 1963).

### L'audiovisuel: entre laRTFet l'ORTF
Le 8 octobre 1963, en remplacement de Jean Guillon, inspecteur général adjoint de l'administration, Jacques-Bernard Dupont entre à la Radiodiffusion-télévision française (RTF) en qualité de directeur général adjoint où il travaille aux côtés de son directeur général Robert Bordaz. La loi du 27 juin 1964 transforme alors la RTF en Office de radiodiffusion-télévision française (ORTF), puis, par décret du 23 juillet 1964 , il est simultanément mis fin aux fonctions de Robert Bordaz comme directeur général de la RTF, et procédé à la nomination de Jacques-Bernard Dupont au poste de premier directeur général de l’ORTF. Au cours de l'année 1966, il occupe également la position de Vice-président de l’Union européenne de radiodiffusion. 
De par ses fonctions successives de directeur adjoint de la RTF, puis de directeur général de l'ORTF, Jacques-Bernard Dupont a contribué aux projets qui feront naître la Deuxième chaîne de télévision française, tout d'abord en 625 lignes noir et blanc, le 18 avril 1964, puis pour son passage à la couleur adoptant le procédé français Secam, le 1er octobre 1967. Ce jour-là, à 14 h 15, depuis le studio 13 des Buttes Chaumont, devant les caméras de la deuxième chaîne et en présence du ministre de l'Information Georges Gorse et du directeur de l'équipement et de l'exploitation Claude Mercier, Jacques-Bernard Dupont viendra lui-même inaugurer en direct la commutation officielle de la diffusion du noir et blanc vers la couleur,. 
L'année 1968 offre à l'ORTF l'occasion de montrer au monde entier un autre savoir-faire technique avec la retransmission en Mondovision des  Jeux olympiques de Grenoble (du 6 au 18 février 1968) dont la cérémonie d'inauguration est diffusée en direct auprès de plus de 600 millions de téléspectateurs dans trente-deux pays dont les États-Unis, l'URSS et le Japon.
Mais l'histoire s'accélère et le 1er juin 1968, en pleine crise des événements de Mai 1968, le premier ministre Georges Pompidou remanie son gouvernement et demande à Yves Guéna, autre gaulliste historique, de remplacer Georges Gorse au ministère de l'Information. Le 6 juin suivant, après les accords de Grenelle, on fait appel à Jean-Jacques de Bresson pour occuper le fauteuil de directeur général de l'ORTF, mettant fin aux quatre années et demie de mandats de Jacques-Bernard Dupont dont la carrière dans la sphère audiovisuelle s'arrête en juin 1968.
Il est vrai que les années 1964-1968 ont été marquées par une modernisation technique et une certaine libéralisation des programmes culturels et de divertissement avec des émissions satiriques et débridées telles que Les Raisins verts, Un égal trois, Les Shadoks, Ni figue ni raisin ou le magazine Dim, Dam, Dom. Mais elles auront également été entachées par la mainmise tutélaire des "hommes du président" sur la grille des programmes. La suppression brutale, pour des raisons politiques à peine voilées, de deux émissions très populaires témoignent du climat de censure qui régnait alors sur les ondes : arrêt de la série La Caméra explore le temps le 29 mars 1966, et du magazine d'information Cinq colonnes à la une le 3 mai 1968. La surveillance omniprésente du pouvoir sur le contenu du Journal télévisé est un autre grief qui sera reproché aux dirigeants de l'ORTF, conduisant nombre de journalistes à rejoindre la grande grève contestataire de 1968. Le passage de Jacques-Bernard Dupont aux commandes de la radio et de la télévision nationales incarne la vision régalienne, pour ne pas dire hégémonique, que les chefs politiques d'alors avaient vis-à-vis des médias audiovisuels. « L’ORTF, qu’on le veuille ou non, c’est la voix de la France » dira deux ans plus tard le successeur du général de Gaulle à l'Élysée.

### Compagnie des wagons-litset du Tourisme
Après son départ de l'ORTF, Jacques-Bernard Dupont poursuit sa carrière à l’Inspection des Finances (1er septembre 1968 au 16 octobre 1969), en qualité de Chef du service, chargé des fonctions de chef du corps et de chef de service de l’inspection générale de l’Économie nationale. À partir de 1969 on le retrouve à la Compagnie des wagons-lits et du Tourisme, successivement Administrateur-directeur général de 1969 à 1984 (ou 1985), puis vice-président du conseil d’administration jusqu'en 1990. 